# Möhnesee
Möhnesee est une commune d'Allemagne, dans l'arrondissement de Soest, en Rhénanie-du-Nord-Westphalie. Elle se situe autour du Réservoir Möhne, dont elle tire son nom, environ 10 km au sud de Soest.
Ville jumelée avec Wintzenheim

## Histoire
Bataille de Neuhaus le 15 juillet 1761 durant la guerre de Sept Ans.